# Quốc kỳ Cộng hòa Dominica
Quốc kỳ Cộng hòa Dominica là một lá cờ màu đỏ và lam - có hình thập tự trắng. 